# Cynthia Watros
Cynthia Watros, née le 2 septembre 1968 à Lake Orion, Michigan (États-Unis), est une actrice américaine.

## Biographie
Cynthia Watros est née le 2 septembre 1968 à Lake Orion, Michigan (États-Unis).
Elle a a obtenu un Bachelor of Fine Arts diplôme en théâtre de l'Université de Boston, où elle faisait partie du programme de formation des acteurs professionnels.

### Vie privée
Elle fut mariée à Curtis Gilliland de 1996 à 2020. Ils ont des filles jumelles, Emma Rose Marie, Sadie Anna Marie Gilliland, nées en 2001.

## Carrière
De 1994 à 1998, elle tient un rôle dans le soap opera Haine et Passions.
De 2000 à 2002, elle joue dans Titus. Après l'annulation de la série, elle retrouve un rôle dans Le Drew Carey Show, jusqu'en 2004, remplaçant Christa Miller.
De 2005 à 2006, elle est présente dans la série Lost : Les Disparus. Elle reprend son rôle en 2008 et 2010.
En 2010, elle rejoint le casting de Dr House, pour sept épisodes. Deux ans plus tard, elle tourne dans Electrick Children et un épisode de Grey's Anatomy.
En 2013, elle rejoint le casting du feuilleton, Les Feux de l'amour, mais quitte la série début 2014. Elle rejoint le casting de la série MTV : Finding Carter.
En 2019, elle rejoint le casting d'Hôpital central, reprenant le rôle de l'actrice Michelle Stafford,.

## Filmographie

### Cinéma

#### Longs métrages
- 1995 : Café Society (Cafe Society) de Raymond De Felitta : Dianne Harris
- 1997 : His and Hers d'Hal Salwen : Pam
- 2000 : Mercy Streets (en) de Jon Gunn : Sam
- 2002 : P.S. Your Cat Is Dead! de Steve Guttenberg : Kate
- 2004 : Duane Incarnate d'Hal Salwen : Connie
- 2007 : Frank de Douglas Cheney : Jennifer York
- 2008 : American Crude de Craig Sheffer : Jane
- 2009 : Calvin Marshall de Gary Lundgren : Karen
- 2010 : Mars de Geoff Marslett : Allison Guthrie
- 2012 : Electrick Children de Rebecca Thomas : Gay Lynn
- 2014 : Blood and Circumstance de Tim Gordon et Wes Sullivan : Mme Stabler
- 2015 : Trafic d'adolescents (Stolen from the Suburbs) d'Alex Wright : Katherine
- 2015 : Park City d'Hannah Rosner : Nina
- 2017 : Special Unit de Christopher Titus : Tara Small
- 2017 : Destruction Los Angeles de Tibor Takács : Cathy Benson
- 2017 : Our Little Secret de Yuri Zeltser : Angela
- 2017 : Une amitié dangereuse pour ma fille (Deadly Exchange) de Tom Shell : Détective Hardy

#### Courts métrages
- 2001 : The Yellow Bird de Faye Dunaway : Alma Tutwiler
- 2005 : Just Pray de Tiffani Thiessen : Perry Ann Lewis

### Télévision

#### Séries télévisées
- 1994 : New York Undercover : Une journaliste
- 1994 / 1996 - 1998 / 2007 : Haine et Passions (Guiding Light) : Anna Dutton
- 1997 : Spin City : Gayley
- 1998 : Another World : Vicky Hudson McKinnon
- 1998 : Profiler : Helen Jefferies
- 2000 - 2002 : Titus : Erin Fitzpatrick
- 2002 : Les Enquêtes de Nero Wolfe (A Nero Wolfe Mystery) : Phoebe Gunther
- 2002 - 2004 : Le Drew Carey Show : Kellie Newmark
- 2005 - 2006 / 2008 / 2010 : Lost : Les Disparus (Lost) : Libby Smith
- 2007 : Raines : Sarah Carver
- 2007 : New York, section criminelle (Law and Order: Criminal Intent) : Beth Hoyle
- 2008 : Fear Itself : Meredith Kane
- 2008 : The Bill Engvall Show : A.J
- 2008 : La Famille Safari (Life Is Wild) : Charlotte
- 2009 : Gossip Girl : Celia "CeCe" Rhodes jeune
- 2009 : Les Experts (CSI: Crime Scene Investigation) : Barbie Aubrey
- 2009 : Esprits Criminels (Criminal Minds) : Heather Vanderwaal
- 2009 : US Marshals : Protection de témoins (In Plain Sight) : Maureen Stewart / Maureen Sullivan
- 2009 : The Closer : L.A. enquêtes prioritaires (The Closer) : Robin Milano
- 2009 : Les Griffin (Family Guy) : Le système de sécurité (voix)
- 2009 : Men of a Certain Age : Erica
- 2010 : Dr House (House M.D.) : Samantha Carr
- 2010 : Desperate Housewives : Tracy Miller
- 2010 : La vie secrète d'une ado ordinaire (The Secret Life of the American Teenager) : Nicky
- 2012 : Grey's Anatomy : Liz Connor
- 2012 : Hawaii 5-0 (Hawaii Five-0) : Katie Burgess
- 2013 - 2014 : Video Game High School : Mary Matrix
- 2013 - 2015 : Les Feux de l'amour (The Young and the Restless) : Kelly Andrews
- 2014 - 2015 : Finding Carter : Elizabeth Wilson
- 2016 : Night Shift (The Night Shift) : Rebecca
- 2019 - présent : Hôpital central (General Hospital) : Nina Reeves

#### Téléfilms
- 2007 : Un devoir de vengeance (Avenging Angel) de David S. Cass Sr. : Maggie
- 2012 : Pour le sourire d'un enfant (A Smile as Big as the Moon) de James Sadwith : Dr Deborah Barnhart
- 2012 : Justice coupable (Retribution) de Michael Feifer : Karen